# 스미요시 제라니 레숀
스미요시 제라니 레숀(일본어: 住吉 ジェラニ レショーン, 1997년 10월 5일~)는 일본의 축구 선수이다.

## 구단 경력
그는 2020년 J2리그의 미토 홀리호크에 입단했다. 2021년까지 48경기에 출전하여, 2득점을 넣었다. 2021년 7월 J1리그의 산프레체 히로시마로 이적했다. 2022년에 천황배 준우승. 2024년 J2리그의 시미즈 에스펄스로 이적했다. 2024년 J2리그 우승으로 J1리그로 승격했다.